# Vallibonavenatrix
Vallibonavenatrix — рід динозаврів з родини спінозаврових. Існував у пізньому баремському віці (близько 129,4—125 млн років тому). Рештки фрагментарного скелета знайдені на території Іспанії. Найближче споріднений зі Spinosaurus, Irritator, Ichthyovenator, Angaturama і екземпляром MSNM V4047.
Описано один вид — Vallibonavenatrix cani.